# Vicente Fernández
Vicente „Chente” Fernández Gómez (ur. 17 lutego 1940 w Huentitán El Alto, zm. 12 grudnia 2021 w Guadalajarze) – meksykański piosenkarz, aktor i producent filmowy.
Znany jako Chente or El rey de la canción ranchera (Król muzyki ranczerskiej). Sprzedał ponad 65 milionów płyt na całym świecie. Współpracował z wytwórnią Sony Music Entertainment.
Urodził się w Huentitán El Alto, w stanie Jalisco, w Meksyku. Wczesne lata swojego życia spędził na ranczu swojego ojca Ramona, które znajdowało się na obrzeżach miasta Guadalajara. Karierę rozpoczął jako muzyk uliczny i stał się ikoną kultury, nagrywając ponad 50 albumów. Jako producent filmowy przyczynił się też do powstania ponad 30 filmów. Jego repertuar składał się z ranczerów i innych meksykańskich klasyków.
27 grudnia 1963 ożenił się z Marią del Refugio Abarcą Villaseñor, z którą miał trzech synów: Vicente, Gerardo i Alejandro Fernándeza.